# Aktanyshsky (distrito)
Aktanyshsky é um distrito do Tartaristão, uma das repúblicas da Rússia.